# Принц Бродвея
«Принц Бродве́я» (англ. Prince of Broadway) — американский независимый драматический фильм 2008 года режиссёра и сценариста Шона Бейкера.
Слоган фильма: «Тяжёлая поддельная жизнь».

## Сюжет
Лаки — габонский нелегальный иммигрант, продающий вместе со своим партнёром Левоном подделки известных брендов, в чём он достиг скромного успеха. Однако жизнь Лаки кардинально меняется, когда его бывшая девушка Линда просит позаботиться об их сыне, о существовании которого он даже не подозревал, а после исчезает.

## В ролях
- Принц Аду — Лаки
- Карен Карагулян — Левон Крикорян
- Эйден Ноэзи — Принц
- Кейали Маяга — Карина
- Кэт Санчес — Линда
- Виктория Тейт — Надя

Источники:

## Интересные факты
- В фильме в основном снялись непрофессиональные актёры, которые полагались на импровизированные диалоги и аутентичные драматические ситуации, чтобы добиться убедительной игры[2].
- Принц Аду, исполнивший роль Лаки, в реальной жизни также, как и его герой, продавал одежду[4].
- Эйден Ноэзи, сыгравший Принца, является настоящим сыном Кэт Санчес, своей экранной матери[4].

## Критика
На сайте-агрегаторе рецензий Rotten Tomatoes фильм получил рейтинг свежести 86 % и оценку 7,2/10 на основе 22 рецензий критиков. На сайте-агрегаторе рецензий Metacritic картина имеет рейтинг 61 балл из 100 на основе 8 отзывов критиков, что означает «в целом положительные отзывы».
«Третий полнометражный фильм Шона Бейкера — прекрасный пример того, как скромный бюджет независимого фильма иногда может принести существенную прибыль. „Принц Бродвея“ — восхитительно изобретательный фильм, который процветает во всё более востребованной стилистической нише, сочетающей документальную и повествовательную эстетику» — The Associated Press.
«„Принц Бродвея“ — фильм о „продавце“ подделок, который вынужден стать отцом. Картина показывает Нью-Йорк с трогательной, забавной и достойной сохранения в капсуле времени точки зрения, но в ней есть ещё кое-что особенное: одна из лучших детских актёрских работ. Вообще» — Chronicle.
«„Принц Бродвея“ мыслит нестандартно. Это, безусловно, маленький, но почти неописуемый фильм, сердечный и горько-сладкий, наполненный юмором и тяжёлыми эмоциями. И он прекрасен с обеих сторон» — Los Angeles Times.

## Награды и номинации
Картина вместе с другой лентой Бейкера «На вынос» была номинирована на приз Джона Кассаветиса на церемонии «Независимого духа» в 2008 году